# Fort Maurits
Fort Maurits was een fort dat een onderdeel van de Linie van de Eendracht vormde; het bevond zich even ten zuidwesten van het dorp Nieuw-Vossemeer.
Als noodoplossing voor de verdediging van Zeeland, vooral Tholen, werden rond 1588 de polders ten westen van Steenbergen en Bergen op Zoom onder water gezet. In 1615 werden de grotendeels geïmproviseerde vestingwerken achter deze inundatiegebieden vervangen door een drietal forten, waar Fort Maurits er een van was.
De functie van het fort was grotendeels achterhaald na de voltooiing van de West-Brabantse waterlinie in 1628. Toch werd het fort in 1794, bij de dreiging van een Franse inval, nog in alle haast van geschut voorzien. In 1846 wordt het fort niet meer op landkaarten getoond.
Van het fort is zeer weinig bewaard gebleven, waarschijnlijk is het grotendeels gebruikt om de bestaande dijken te verbeteren en op te hogen. De restanten van het fort bevinden zich nabij de kruising van de Zeeweg en Rolafseweg, enkele tientallen meters van het Schelde-Rijnkanaal. Het gaat hier om de meest noordelijke gracht.